# Nina Statkevich

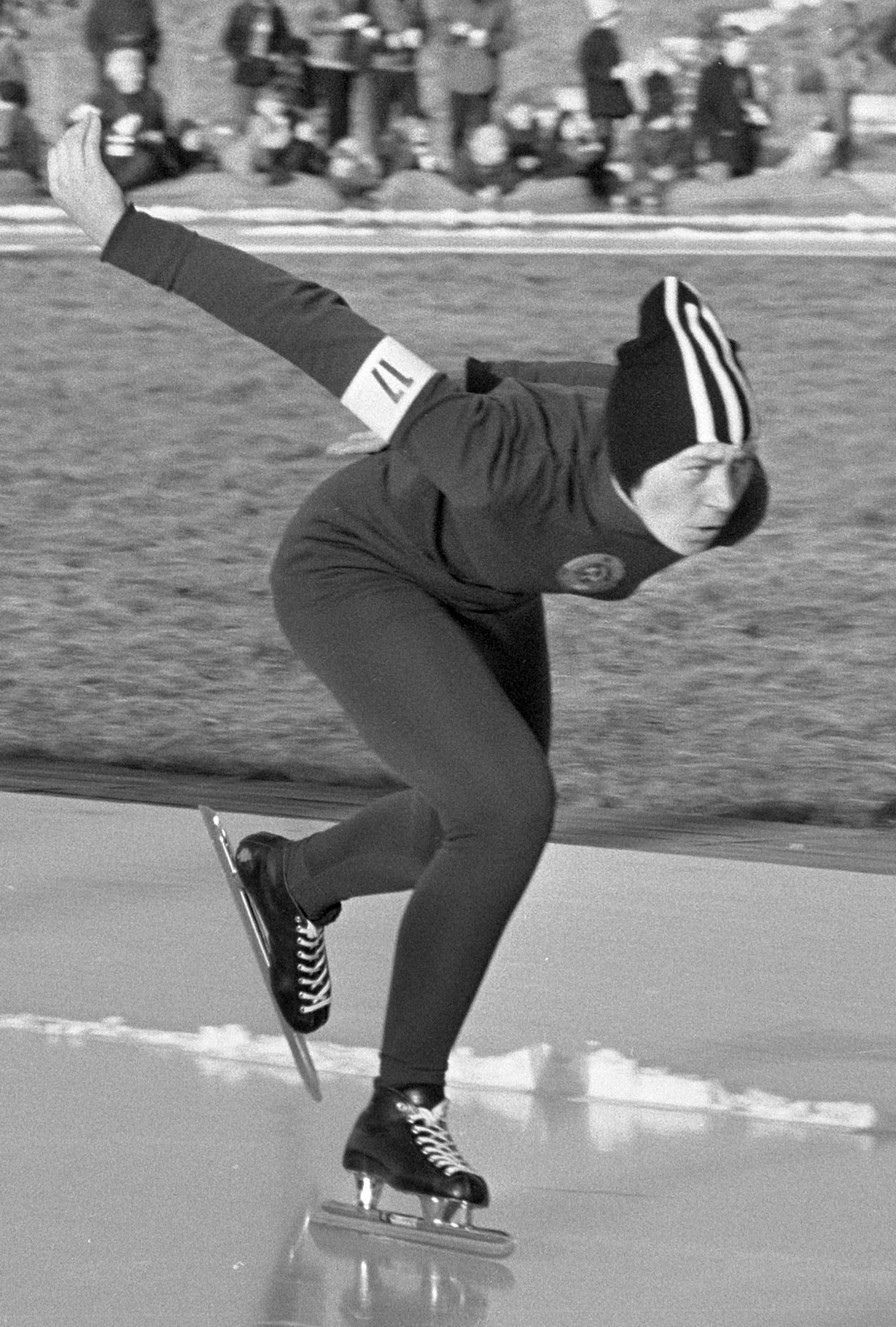
Statkevich en los campeonatos europeos de 1970

Nina Andreyevna Statkevich (en ruso: Нина Андреевна Статкевич: Нина Андреевна Статкевич; 16 de febrero de 1944) es una antigua patinadora de velocidad sobre hielo que compitió para la Unión Soviética.
Nina Statkevich entrenó en las Sociedades deportivas voluntarias de la Unión Soviética en Leningrado. Ganó muchos títulos - fue campeona mundial de patinaje de velocidad sobre hielo y campeona europea de patinaje de velocidad sobre hielo dos veces. También compitió en los Juegos olímpicos de invierno, pero nunca consiguió ganar una medalla olímpica. El quinto lugar en las Olimpiadas de 1972 fue su mejor resultado (ambos en 1000 m y 3000 m). 

## Medallas
Una visión general de las medallas ganadas por Statkevich durante campeonatos importantes en los que ella participó , listando los años en qué  gane cada una:
| Campeonatos                                                        | Medalla de oro      | Medalla de plata | Medalla de bronce |
| Patinaje de velocidad en los Juegos Olímpicos                      |                     |                  |                   |
| Campeonato Mundial de Patinaje de Velocidad Individual sobre Hielo | 1971                | 1974             |                   |
| World Sprint Speed Skating Championships                           | 1970                |                  |                   |
| Campeonato Europeo de Patinaje de Velocidad sobre Hielo            | 1970 1971           | 1972 1974        | 1973              |
| Soviet Allround                                                    | 1970 1971 1972 1974 | 1973             |                   |
| Soviet Sprint                                                      | 1970                | 1973             |                   |

## Récords mundiales
Durante el transcurso de su carrera, Statkevich registró 2 récords mundiales en el entonces todavía hielo natural de Medeo: 
| Distancia        | Resultado | Fecha               | Ubicación |
| ---------------- | --------- | ------------------- | --------- |
| 1,500 m          | 2:17.8    | 17 de enero de 1970 | Medeo     |
| Mini Combinación | 184.053   | 18 de enero de 1970 | Medeo     |

Mejores personales:
- 500 m – 43.32 (1970)
- 1000 m – 1:28.1 (1973)
- 1500 m – 2:16.48 (1973)
- 3000 m – 4:43.0 (1973)
- 5000 m – 8:36.5 (1976)